# Russkoe bogatstvo
Russkoe bogatstvo, in cirillico Русское богатство (La ricchezza russa), è stata una rivista letteraria, politica e scientifica russa, pubblicata dal 1876 al 1918.

## Storia
Inizialmente, dal 1876 al 1878, la rivista prevedeva tre uscite mensili; dal marzo del 1879 la pubblicazione divenne mensile. Dal 1880 al 1882 Russkoe bogatstvo si schierò dalla parte del Populismo russo, pubblicando opere di autori populisti quali Garšin e Uspenskij. Nel 1882, però, la rivista attraversò delle difficoltà finanziarie che ne costrinsero la sospensione; ritornò in attività nel 1883, questa volta con Leonid Obolenskij nel ruolo di caporedattore: alla rivista fu dato un nuovo indirizzo politico, aderente all'ideologia liberale.
Fino al 1891 Russkoe bogatstvo sostenne i liberali; dal 1892 in poi tornò a essere una rivista populista. Tra i vari collaboratori vi furono Michajlovskij, Korolenko e Gorkij. Tolstoj vi pubblicò a puntate nel 1886 il saggio Che fare?. Dopo la rivoluzione russa del 1905 Russkoe bogatstvo tornò brevemente a rappresentare i liberali, prima d'essere sottoposta al controllo della censura, che ne proibì la pubblicazione per diversi mesi. Nel 1918 la rivista fu chiusa.